# Jusas (Alta Garona)
Jusas (oficial Juzes) és un municipi del departament francès de l'Alta Garona, a la regió d'Occitània.